# Districtul Moka
Moka este un district  în   statul Mauritius. Reședința sa este orașul Moka.